# XYZ-1
XYZ-1（えっくすわいぜっとわん）は、タイ王国のチョンブリー県近辺で目撃されている未確認動物(UMA)の一種。「XYZ-1」はタイのUMA団体のコードネーム。1960年代後半から目撃例がたびたび報告されている。現地ではウォーデッヒキサウェ（現地の方言で「二枚の舌をもつ英雄」の意味）と呼ばれている。単にウォーデッヒと呼ばれる場合もある。

## 地理、背景について
目撃情報が多数寄せられた時、この地方の約70％は湿地帯や草原であった。そのため誤認が多数あったと考えられるが信憑性の高い情報も多い。近年では信用性のある目撃情報がないが、XYZ-1の騒ぎが地元の発展に寄与した事もあり伝説化し「英雄」として崇められている。

## 特徴について
- 生息地（目撃場所） - タイ王国チョンブリ県近辺。
- 体長 - 推定 180cm
- 全身が薄い金色の毛に覆われていて太陽の光を浴びると輝いて見える。
- 目の上のリッチタン・マーキング（人でいうと眉毛の部分）が太く毛が長い。
- 少し猫背で歩行している。
- 2枚の長い舌を持ち、それを使い人を襲う場合がある。

## 目撃情報について
- 1969年1月27日 - 地元住民アディソン・ハッサカンが農作業中に初めて目撃。
- 1969年 - 近隣の地域でも目撃情報が相次ぎ地元新聞にも掲載される。
- 1970年 - 真偽を確かめるため地元の警察が捜索するも発見できなかった。夜中に鳴き声？が確認される。
- 1975年 - 川で泳いでいた女性が襲われる。この時、2枚の長い舌を女性の首に絡めてきた。
- 1976年 - 湿地帯でXYZ-1と思われる腐乱死体が発見されるが、調査の結果猿と判明。
- 1980年 - 地元住民が写真撮影に成功するが、何者かによってネガが盗まれ真偽は不明になってしまう。

## 正体について
- 未確認動物(UMA)説
- 猿、犬、牛、カワウソの誤認説
- 恐竜の生き残り説
- 集団幻覚説
- 都市伝説